# Talinum galapagosum
Talinum galapagosum är en tvåhjärtbladig växtart som först beskrevs av Harold St.John, och fick sitt nu gällande namn av M.A. Hershkovitz. Talinum galapagosum ingår i släktet taliner, och familjen Talinaceae. Inga underarter finns listade i Catalogue of Life.